# Wodzeck
Wodzeck ist der zweite Spielfilm von Oliver Herbrich und eine filmische Adaption des Dramenfragmentes Woyzeck von Georg Büchner. Der Film lief 1985 im Wettbewerb des 14. Internationalen Filmfestival Moskau, wo Detlef Kügow für seine schauspielerische Leistung den „Preis für die beste männliche Hauptrolle“ erhielt.

## Handlung
Franz Wodzeck ist Fertigmacher im Akkord und lebt im Arbeiterwohnheim der Autofabrik. Seinem Bettnachbarn Andres erzählt er von seinen Wahnvorstellungen, doch auch der kann ihm nicht helfen. Seine einzige Erleichterung ist es, ins Freie zu laufen, in einen dieser kaputten Übergänge von Zivilisation in Natur. Hier scheint er etwas zur Ruhe zu kommen. Sonst läuft alles „normal“: Nach der Arbeit in der Fabrik trifft er sich mit Maleen, Kassiererin im Kaufhaus. Als sie eines Abends keine Zeit für ihn hat, versucht er, an der grellen Vergnügungssucht der Städte teilzuhaben.
Die Arbeit und Trostlosigkeit zehren an Wodzeck. Der Werksarzt, dem er sich anvertraut, ist nur am Erhalt seiner Arbeitskraft interessiert. Während einer Pornofilmvorführung im Wohnheim machen Kollegen ihn auf Maleens neuen Umgang mit einem der Werksleiter aufmerksam. Der hatte Maleen bei der Weihnachtsfeier des Betriebs zum Tanzen aufgefordert. Wodzeck kann und will es nicht glauben. Trotzdem geht er zu ihr. Maleen merkt nicht, dass sie ein Leben zerstört, als sie ihm sagt, sie wolle etwas von ihrem Leben haben.
Das aufkommende Gefühl plötzlicher Einsamkeit: Wodzeck lässt sich mit dem Taxi ziellos durch die Straßen fahren, nachts quälen ihn Traumvisionen aus seiner Zeit als Leichenwäscher. Hastig zieht er sich an und läuft ins Freie. Seine Versuche, sich Maleen noch einmal zu nähern, scheitern. Jetzt hört er wieder hinter dem ewigen Raunen der Stadt diese unterirdischen Stimmen. „Was? – Sagt’s der Wind auch schon?“ sagt Wodzeck entsetzt vor sich hin.
Abends sieht er Maleen mit ihrem neuen Begleiter beim Tanzen. Die Stroboskopblitze der Diskothek lassen ihre Bewegungen zerhackt erscheinen. Es ist, als würde sich jedes Bild von neuem in sein Hirn einbrennen. Am nächsten Morgen vermacht er dem hilflosen Andres seine Habseligkeiten. Er hat mit seinem Leben abgeschlossen, in einem Eisenwarenladen kauft er dann das Messer. Ohne hinzuschauen, sticht er auf Maleen ein, bis ihre Schreie verstummen. Dann kommt er wieder zur Besinnung: Gerade hat die, die er am meisten liebt, umgebracht. Darüber wird er vollends wahnsinnig.
Wodzeck wird in den Straßen umherirrend aufgegriffen und nach mehreren psychologischen Gutachten für unzurechnungsfähig erklärt. Nach seiner Einweisung in eine psychiatrische Anstalt fühlt er keine Angst mehr, kein Verlangen. So lebt er hin.

## Hintergrund
Die erste Drehbuchfassung von Wodzeck hatte Berlin zum Schauplatz. Die Stadt war damals noch durch die Berliner Mauer abgeriegelt. Aufgrund der Filmförderung durch das Bundesland NRW wurde Wodzeck dann im Ruhrgebiet realisiert. Darüber hinaus waren die FFA und der Bayerische Rundfunk an der Finanzierung beteiligt.
Die Adaption des 150 Jahre alten Stoffes sah eine zeitgemäße Aktualisierung vor. Büchners unvollendeter Woyzeck wurde nach der posthumen Veröffentlichung 1879 zu einem wichtigen Werk des Vormärz. Sein fragmentarischer Charakter hat seither Komponisten (Alban Berg), Theaterregisseure (u. a. Max Reinhardt) und Filmemacher (Georg Klaren, Werner Herzog) zu schöpferischer Auseinandersetzung angeregt. Während die von Büchner exemplarisch aufgezeigten sozialen Ungerechtigkeiten inzwischen subtiler geworden sind, kommen zeittypische Faktoren der Industrialisierung hinzu: Entfremdung der Arbeit, Anonymität in der Großstadt, Verlust menschlicher Individualität. Es gibt heute nicht mehr den einen drangsalierenden Doktor oder Hauptmann, sondern eine Vielzahl von Ärzten und Vorgesetzten. Daher verfolgte die Verfilmung nicht das Ziel einer szenischen Umsetzung der Vorlage, sondern einer Neuinterpretation des Stoffes.

## Produktion
Der Film sollte kalt und farbentsättigt wirken, somit wurde der November für die Außenaufnahmen gewählt. Drehort war das Ruhrgebiet, das 1983 wirklich noch ein Industrierevier war. Mit Filmkulissen (alles Originalmotive), die man nicht besser für den Film hätte bauen können: in Duisburg Ruhrort ganze Straßenzüge rot schimmernd von der Kupferproduktion; die qualmende, alles verzehrende Kokerei in Bottrop; die Stadt Essen mit ihren vorweihnachtlichen Lichtwochen, die nächtliche Fahraufnahmen auf den Straßen mit available light ermöglichten. Beeindruckend auch die Übergänge von Industrie in Abraumhalden oder auch Naturlandschaft mit rauchenden Schloten dahinter.
Die Innenaufnahmen im Stahlwerk wurden nicht im Ruhrpott gedreht. Passenderweise war der Pressesprecher von MAN in München ein Germanist und mit dem Büchner-Stoff vertraut. So konnte er die Anspielungen der Adaption an den Originaltext nachvollziehen. Er machte es möglich, in „unserer Hölle“ (Betriebsjargon für die Achsschmiede von MAN-Nutzfahrzeuge) zu drehen. Detlef Kügow musste einen Tag an der Stanze arbeiten, um für die Aufnahmen die nötige Routine und Abgeklärtheit an den Tag zu legen. Kurz vor Weihnachten 1983 waren die Dreharbeiten abgeschlossen.

## Rezeption
Büchner verwendete in seinem Fragment immer wieder Zitate aus Volksmusiken. Daher erhielt der Filmkomponist Andreas Hofner den Auftrag, einige Schlager mit deutschen Texten zu entwickeln. Ein Auftrag, den dieser nur widerwillig annahm, der jedoch so gut gelang, dass er es 1986 bis in die Deutsche Endausscheidung des Grand Prix Eurovision de la Chanson ins Fernsehen brachte.
Der Film wurde 1984 bei den 18. Internationalen Hofer Filmtagen uraufgeführt. 1985 erhielt er den „Preis für die beste männliche Hauptrolle“ auf dem 14. Internationalen Filmfestival Moskau und wurde danach auch in der Sowjetunion herausgebracht.
Peter Paul Huth lobte in der Hannoverschen Allgemeinen Zeitung die geglückte Umsetzung des klassischen Stoffes: „Deutlich tragische Dimensionen hat die eindrucksvolle Büchner-Verfilmung des jungen Oliver Herbrich „Wodzeck“. Herbrich verlegt Büchners Drama vom armen Soldaten in das Ruhrgebiet von heute. Sein Wodzeck arbeitet in einer Metallfabrik, seine Maleen ist Verkäuferin in einem Warenhaus. Mit ungewöhnlichen Bildern und einer raffinierten Farbdramaturgie gelingt ihm eine überzeugende Verbindung zwischen klassischer Textvorlage und modernem Eifersuchtsdrama. Selten hat man eine ähnlich überzeugende Literaturverfilmung gesehen.“
Hans Günther Pflaum urteilte in der Süddeutschen Zeitung: „Herzog hat eine weitgehend werkgetreue Verfilmung vorgelegt; Herbrich musste also einen Schritt weiter gehen und verlegte den Stoff in die aktuelle Gegenwart. [...] Herbrichs Ruhrpott Wodzeck scheitert an der Kälte der Leistungsgesellschaft ebenso wie an seiner eigenen psychischen Verfassung. Die Fabrikwelt erscheint als ein Ort unausweichlicher seelischer Destruktion, gegen die seine unsicheren, um bürgerliche Idyllen kreisende Utopien keine Chance haben.“
Die Ruhr Nachrichten aus Dortmund wiesen auf den Bezug zum Industrierevier wie zur Gegenwart hin: „Eigentlich hat sich seit 1830 nichts geändert, alle arbeiten, viele wissen nicht wofür, einige drehen durch. Und Wodzeck ist da keine Ausnahme. Klar, die Geschichte ist bekannt. Aber Herbrich hat sie hervorragend aktualisiert, eigentlich optimal. Der Lokalkolorit wird von außen (am Schlot) und von innen (Vereinsfeier) unkommentiert eingefangen. Man verspürt Mitleid, Wut, Trauer. Das kommt Büchners Intention sehr nahe. Die schauspielerischen Leistungen sind preiswürdig, allen voran Detlef Kügow in der Titelrolle. Herbrich beweist mit Wodzeck, dass das Ruhrgebiet die Bronx der Bundesrepublik und daher ein optimaler Drehort ist – als 23-jähriger Münchner.“
Wodzeck wurde auf 20 nationalen und internationalen Filmfestivals gezeigt und gut aufgenommen. In Deutschland wurde der Film von Verleih endfilm Christian Meinke herausgebracht, der im Film die Rolle des Taxifahrers übernommen hatte. 2017 wurde der 35-mm-Film digital restauriert und in der Fiction – Non-Fiction Film Edition neu herausgebracht. Mittlerweile ist Wodzeck ein Zeitdokument, das die rauchenden Schlote der Schwerindustrie als Relikt einer längst vergangenen Zeit festhält.